# Dicranomyia (Nealexandriaria) ochricapilla
Dicranomyia (Nealexandriaria) ochricapilla is een tweevleugelige uit de familie steltmuggen (Limoniidae). De soort komt voor in het Australaziatisch gebied.